# Швабенцентр
Швабенцентр — это торговый центр Аугсбурга, открывшийся в 1971 году, с тремя 20-этажными высотными зданиями в аугсбургских районах Вольфрам и Херренбахфиртель на Фридбергерштрассе (B 300).
Торговый центр имеет около 20 000 м² полезной площади и около 1 км витрин. Высота здания — 76 м. Одно из трех высотных зданий первоначально принадлежало Stadtsparkasse Augsburg и было продано в 1984 году. Все сдаваемые в аренду квартиры обрели совместных владельцев.
К концу 2018 года планировалось провести реконструкцию Швабенцентра с расширением торговых площадей и сносом гаража. Он должен был быть построен, но в апреле 2018 года было объявлено, что планы реконструкции застопорились из-за сложной структуры собственности. Проект был отложен. Владельцем и инвестором Швабенцентра является компания SCA Objektgesellschaft Augsburg, назначенная Штутгартским фондом Нанца. В жилых башнях также есть индивидуальные собственники, имеющие документально подтверждённые права пользования.
Около 1600 жителей могут получить доступ к местному поставщику и другим магазинам в здании с помощью лифтов; С верхних этажей открывается панорамный вид на город, а в некоторых случаях и на Альпы.